# Parque nacional de South Downs
El Parque Nacional de South Downs es un espacio natural situado en la región Sudeste de Inglaterra declarado parque natural desde el 1 de abril de 2011. El parque cubre 1.627 km², a lo largo de los condados de Hampshire, Sussex Occidental y Sussex Oriental, de ondulados valles que acaban en los abruptos acantilados de Beachy Head y Seven Sisters. 

## Historia
Las propuestas para crear un parque nacional en la zona se remontan a la década de 1940, sin embargo, no fue hasta 1999 que la idea recibió el apoyo en firme de las autoridades. Tras una consulta pública que tuvo lugar entre 2003 y 2009, el gobierno anunció su decisión de crear el parque el 31 de marzo de 2009. Finalmente, entró en funcionamiento el 1 de abril de 2011.

## Geografía
El parque se extiende a lo largo de los condados de Hampshire, Sussex Occidental y Sussex Oriental, con una longitud de 140 km desde la histórica ciudad de Winchester en su extremo oeste hasta la de Eastbourne en el este donde predominan los imponentes acantilados cretáceos con alturas cercanas a los 300 metros. la zona costera del parque es un importante punto de observación de aves donde conviven centenares de especies catalogadas en las listas de conservación internacionales. La zona interior se caracteriza por la presencia de numerosas colinas formadas por los valles fluviales de los ríos Río Ouse, Adur y Arun. En torno a 108.000 personas habitan dentro de los límites del parque.

## Turismo

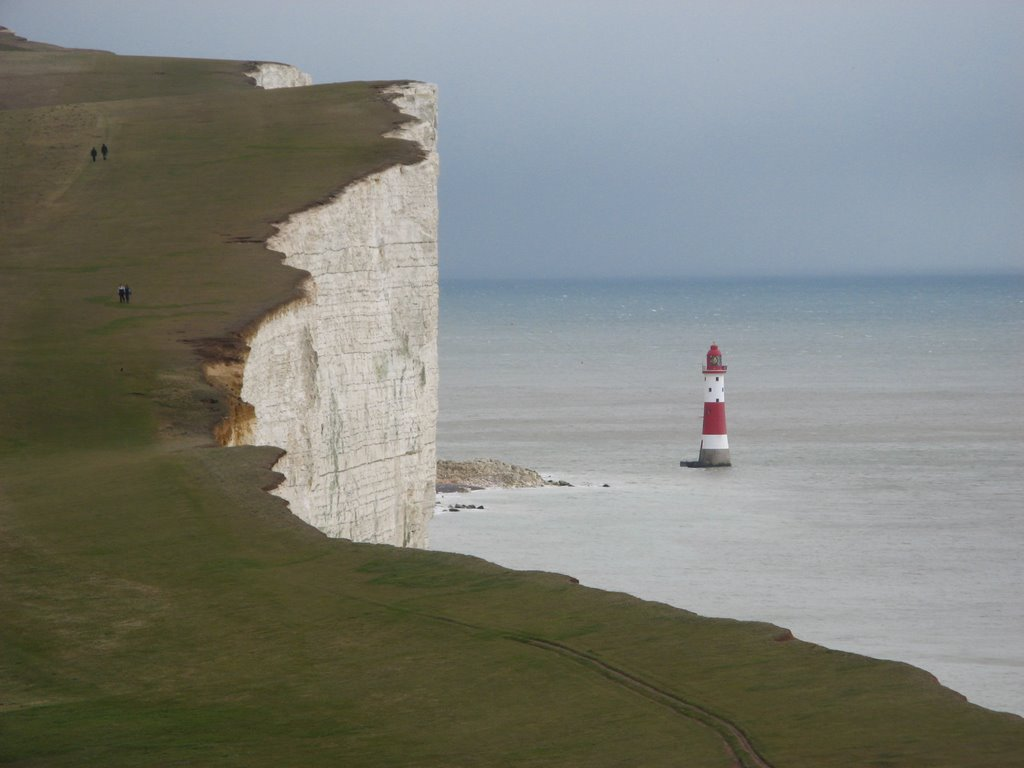
Beachy Head, Sussex

Su cercanía a Londres, hace de las South Downs un destino turístico de primer orden, visitado por millones de personas cada año. Uno de los principales atractivos es la ruta South Downs Way, un sendero de largo recorrido, que forma parte del National Trails, y que une las ciudades de Winchester e Eastbourne, recorriendo 160 km a través del parque nacional. A la riqueza natural y paisajística del recorrido, se une la importancia histórica de la región. A lo largo de la ruta, se pueden encontrar fortificaciones de la Edad del Hierro, túmulos funerarios de la Edad del Bronce, restos de las calzadas romanas y fortalezas medievales.